# Savage Worlds
Savage Worlds (deutsch: „Wilde Welten“) ist ein generisches System für Pen-&-Paper-Rollenspiele und Skirmish-Tabletop-Spiele, geschrieben von Shane Lacy Hensley (dem Schöpfer von Deadlands), veröffentlicht von Great White Games, einer Marke von Pinnacle Entertainment Group (PEG).
Das Regelwerk legt den Schwerpunkt auf schnelles Spielen und kurze Vorbereitungszeit für den Spielleiter und verzichtet bewusst auf detaillierte Regeln für alle möglichen Situationen. Das Ziel ist eher das Spielen cinematischer Abenteuer als möglichst großer Realismus.
Die Regeln wurden aus den Great-Rail-Wars- Regeln weiterentwickelt, die wiederum mit dem bei Deadlands eingesetzten Regelsystem verwandt sind. In diesem Sinne ist Savage Worlds der Enkel von Deadlands.
Das Savage-Worlds-Regelbuch mit den Grundregeln wurde erstmals 2003 veröffentlicht, 2004 wurde die Revised Edition gedruckt. Letztere enthielt eine Reihe von geringfügigen Änderungen der Regeln sowie eingearbeitete Errata. Die Änderungen gegenüber der ersten Auflage lassen sich gratis auf der PEG-Website herunterladen. 2007 erschien die Explorer’s Edition mit leicht überarbeiteten Regeln in Form und zum Preis eines Taschenbuchs. 2009 wurde von Prometheus Games die Savage Worlds Gentleman’s Edition rausgebracht, die das deutsche Regelwerk beinhaltet. Aktueller Lizenznehmer ist Ulisses Spiele, die 2019 die Savage-Worlds-Abenteuer-Edition als aktuelle Übersetzung veröffentlichten.
Savage Worlds gewann 2003 den Origin People’s Choice Award.

## Charaktere
Die Charaktere in Savage Worlds werden durch mehrere Eigenschaften beschrieben; diese unterteilen sich in Attribute und Fertigkeiten.
Die Attribute unterteilen sich in:
Geschicklichkeit, Verstand, Willenskraft, Stärke und Konstitution. Es gibt standardmäßig 15 Fertigkeiten, aus denen die Charaktere auswählen können; in den einzelnen Settings kann diese Liste erweitert oder reduziert werden.
Alle Eigenschaften werden durch einen Würfeltyp repräsentiert – je mehr Seiten der Würfel hat, umso besser ausgebildet ist diese Eigenschaft. Die Würfel reichen von W4 bis W12; als durchschnittlicher Wert bei Menschen gilt W6 in allen Attributen.
Ein Charakter wird darüber hinaus durch eine Reihe von Talenten und Handicaps definiert.
Zusätzlich gibt es eine Reihe von abgeleiteten Werten wie Bewegungsweite, Parade, Robustheit oder Charisma.
In einigen Abenteuern werden diese abgeleiteten Werte um zusätzliche, für dieses Abenteuer spezifische Werte ergänzt.
Die Charaktererschaffung basiert auf einem Punkte-Zuteilungssystem. Spielleiter sind aber ausdrücklich dazu ermutigt, Nicht-Spieler-Charaktere frei zu erschaffen, je nach Erfordernis des Abenteuers und der Kampagne.
Spielercharaktere und wichtige NSCs sind sogenannte Wildcards – das heißt, dass sie bei jeder Eigenschaftsprobe zusätzlich zu dem Eigenschafts-Würfel noch einen W6, den Wildcard-Würfel, würfeln und den jeweils höheren der beiden Würfel als Ergebnis werten. Unwichtige Verbündete und Feinde werden unter dem Begriff Statisten zusammengefasst. Sie erhalten keinen Wildcard-Würfel, sind somit weniger kompetent als Wildcards, und sind auch weniger zäh, so dass sie in Kampfsituationen schneller ausgeschaltet werden. Zudem können einige Talente nur von Wildcards erworben werden.

## Regeln
Im Allgemeinen ist der Zielwert für jede Probe der Wert 4 (ist der gewürfelte Wert höher als oder gleich 4, gilt der Wurf als erfolgreich). Ausnahme sind Nahkampfangriffe, die immer gegen den Parade-Wert des Gegners gewürfelt werden. Für je 4 Punkte über dem Erfolgswert wird zusätzlich eine „Erhöhung“ erzielt. Eine solche Erhöhung hat abhängig von der Situation verschiedene Auswirkungen (zum Beispiel mehr Schaden bei einem Angriff oder längere Wirkungsdauer bei Zaubersprüchen).
Wird bei einem Wurf der höchstmögliche Wert des Würfels erreicht (ein sogenanntes Ass), wird der Würfel noch einmal gewürfelt und das Ergebnis zum ersten Ergebnis (dem maximalen Wert je nach Würfelgröße) hinzugezählt. Dieses nochmalige Würfeln und Hinzuzählen („Explodieren“) kann auch mehrfach hintereinander erfolgen, wenn der höchstmögliche Wert auch beim nochmaligen Würfeln fällt.
Schwierige Situationen können zu Modifikatoren führen. Anstatt den Erfolgswert zu erhöhen, wird in Savage Worlds das Würfelergebnis verändert. Der Effekt ist gleich, der allgemeine Zielwert von 4 bleibt dadurch aber unverändert.
Modifikatoren gelten immer für den Eigenschaftswürfel und den Wildcard-Würfel. Das gilt für positive wie für negative Modifikatoren.
Im Kampf wird die Initiative (die Reihenfolge, in der die Charaktere handeln) durch Poker-Karten bestimmt; optionale Regeln für die Verwendung von Würfeln werden im Regelwerk erwähnt.
Einer der großen Unterschiede zwischen Savage Worlds und anderen Systemen ist der Schwerpunkt auf Talenten und Handicaps zur Individualisierung der Charaktere, im Gegensatz zu der üblicheren Individualisierung über die Fertigkeiten eines Charakters. Die vorhandenen Fertigkeiten sind sehr breit gehalten (Schießen umfasst alles von einem Bogen über einen Granatwerfer bis hin zu automatischen Feuerwaffen), Spezialisierungen finden über die Auswahl der entsprechenden Talente statt.
In einzelnen Abenteuern werden zusätzliche oder geänderte Fertigkeiten angeführt; eine Faustregel ist allerdings, dass jede Fertigkeit zumindest einmal pro Abend eingesetzt werden sollte – ansonsten hat sie im Abenteuer nichts verloren. Da die Anwendungsbereiche der Fertigkeiten sehr breit sind, ist oftmals für eine Anpassung des Abenteuers nur eine entsprechend breite Auslegung der Anwendungsmöglichkeiten und keine eigenständige, neue Fertigkeit notwendig.
Hintergrundwissen eines Charakters wird über den Mechanismus des Allgemeinwissens durch einen einfachen Verstand-Wurf abgehandelt. Ob ein Charakter zu einem Allgemeinwissen-Wurf berechtigt ist, hängt von seiner Vorgeschichte und der Einschätzung des Spielleiters ab. Wenn beispielsweise ein Charakter einige Jahre seiner Kindheit in Russland verbracht hat, die Kampagne aber in Südamerika spielt, ist der Charakter nicht gezwungen, sich die Fertigkeit „Russisch“ zu nehmen – sollte er aber auf einen russischen NSC stoßen, könnte er auf Basis seines Allgemeinwissens trotzdem mit ihm kommunizieren.

## Abenteuer
Derzeit sind folgende Savage Settings von PEG veröffentlicht worden:
- Evernight: Eine geskriptete Kampagne des Genres Dark Fantasy
- 50 Fathoms: Eine Mischung aus Piratenabenteuer und Fantasy
- Necessary Evil: Comic-Superhelden und -Superschurken kämpfen gegen einen gemeinsamen Feind.
- Rippers: Viktorianischer Horror
- Low Life: Endzeitrollenspiel in einer weit, weit entfernten Zukunft
- Deadlands Reloaded: Eine Mischung aus Wildem Westen, Zombies und Horrorgeschichten
- Pirates of the Spanish Main: Piratenabenteuer in der Karibik (in Zusammenarbeit mit WizKids Inc.)
- Solomon Kane: Nach den Kurzgeschichten von Robert E. Howard
- Slipstream: Science Fiction im Stile der 30er Jahre
- Space: 1889 - Red Sands: Adaption des klassischen Steampunk-Rollenspiels Space: 1889

Darüber hinaus gibt es in der Reihe Weird Wars:
- Tour of Darkness: Ein Feldzug im Vietnamkrieg
- Necropolis: Auf einem fremden Planeten kämpfen Gottes Truppen gegen Untote

Außerdem gibt es eine Reihe von Lizenznehmern, die an verschiedenen Abenteuern arbeiten:
- Triple Ace Games
  - Daring Tales of Adventure: 16-teilige Abenteuer-Serie im Stil der Indiana-Jones-Filme
  - Daring Tales of Chivalery: Abenteuer im Mittelalter im selben Stil
  - Daring Tales of the Space Lanes: Science-Fiction-Abenteuer im selben Stil
  - Daring Tales of the Sprawl: Cyperpunk-Abenteuer im selben Stil
  - Wonderland No More: Abenteuer in der von Lewis Carroll geschaffenen Wunderwelt
  - Hellfrost: Klassische Fantasy in einer Welt nah einer magischen Eiszeit
  - Necropolis 2350: Erweiterte Neuauflage von PEGs Necropolis; militärische Science-Fiction
  - Sundered Skies: Eine düstere Science-Fantasy-Welt mit fliegenden Schiffen und Inseln
- Reality Blurs
  - RunePunk: Eine Mischung aus Steampunk und Horror in einer ewigen Stadt
  - Ravaged Earth: Pulp-Abenteuer in einer alternativen Zeitlinie
  - Realms of Cthulhu: Call of Cthulhu-Adaption
- MARS (Adamant Entertainment): Fantasy-Abenteuer auf dem roten Planeten
- Sherwood (Battlefield Press): Robin Hood im Kampf gegen den Sheriff von Nottingham
- Gaslight (Battlefield Press): Viktorianische Steampunk-Adaption
- Winterweir (Phipps Gaming Studios): Fantasy-Welt im Stile Elric von Melnibonés
- Shaintar: Immortal Legends (Talisman Productions): Klassisches Fantasy-Setting im Stile von D&D

Prometheus Games
Von Prometheus Games als erstem deutschen Lizenzinhaber sind bis 2017 folgende Settings in der deutschen Übersetzung veröffentlicht worden:
- Necropolis 2350 - auf einem fernen Planeten kämpfen Ritter Gottes mit Schwertern und Lasern gegen Untote
- Sundered Skies - Die Welt ist zerborsten, und zwischen ihren Trümmerinseln segelt man auf Schiffen in der Leere durch das gefährliche Glühen
- Hellfrost - Fantasy mit nordischem Einschlag in einer Welt, in der ein ewiger Winter hereinbricht
- Rippers - Monsterjagd im viktorianischen England auf den Spuren von Sherlock Holmes, Graf Dracula und Co.
- Rippers Resurrected - weiterentwickeltes und fortgeschriebenes Update zu Rippers
- Deadlands Reloaded - im Wilden Westen haben die Ureinwohner Nordamerikas den Beistand der Geister erbeten - und ihn erhalten

Ulisses Spiele
Ulisses Spiele hat seit 2019 folgende Settings für die Abenteuer-Edition veröffentlicht:
- Savage Pathfinder - Umsetzung des Pathfinder-Rollenspiels mit Savage Worlds-Regeln
- Deadlands: The Weird West - aktualisierte Version des o. g. Deadlands Reloaded
- HeXXen 1733 für Savage Worlds - für Savage Worlds adaptierte Version des Ulisses-eigenen Spiels HeXXen 1733

## Auszeichnungen
Nominiert für die Auswahlliste des Deutschen Rollenspielpreises 2014 in der Kategorie Zubehör mit Hellfrost: Rassilon.